# Фредеріксборг
Фредеріксборг (дан. Frederiksborg) — замок в Данії, розташований в центрі Гіллереда на трьох острівцях Замкового озера і оточений Фредеріксборзькими замковими парками. Був побудований в перших десятиліттях XVII ст. як королівська резиденція для Кристіана IV і є найбільшим замком епохи відродження в Скандинавії.
З 1671 по 1840 рр. в церкві палацу відбувались церемонії сходження на престол нових монархів Данії та Норвегії.
Тепер замок відомий як Національний музей історії.

## Галерея

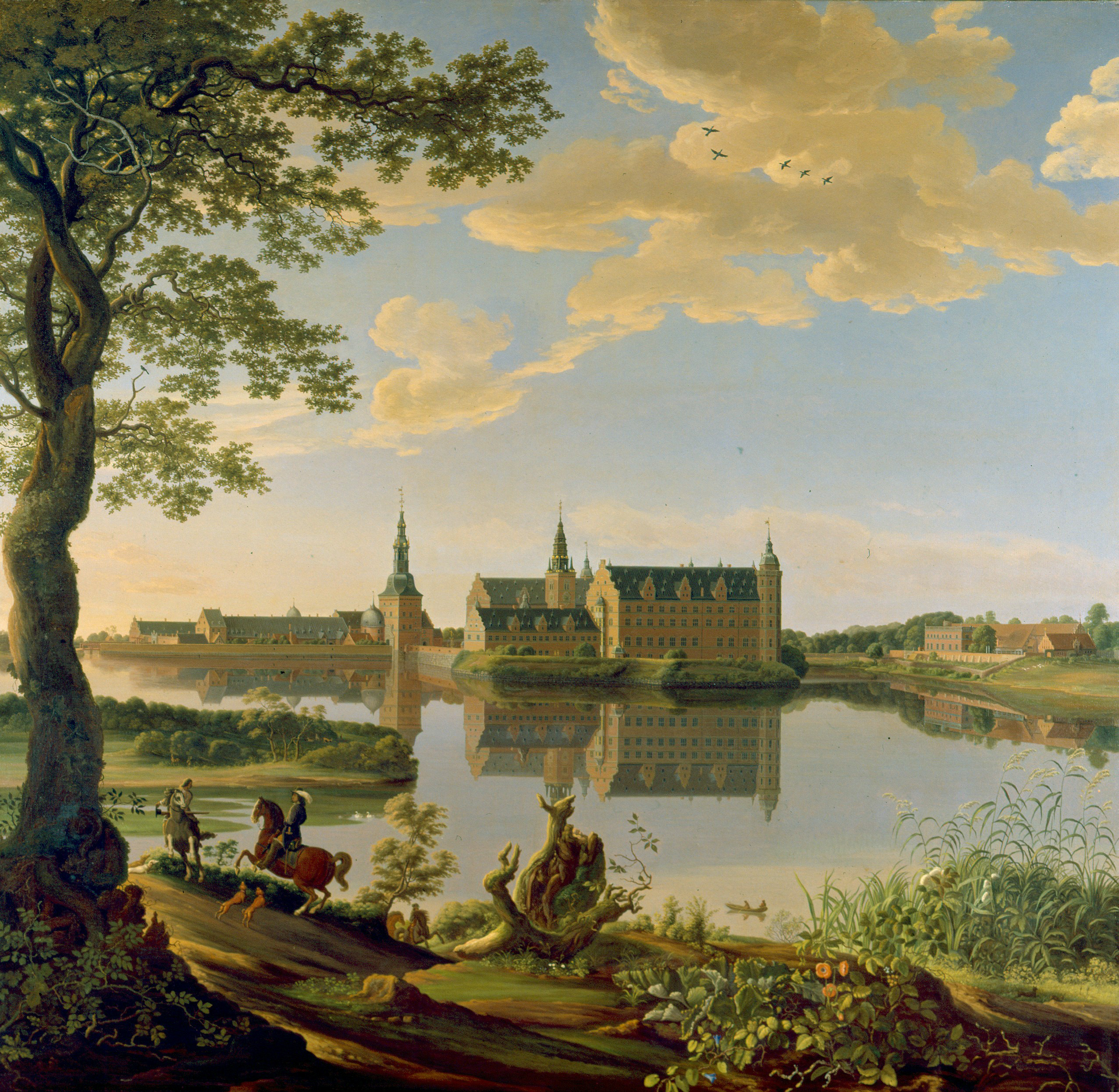
Лазарус Баратта, Замок Фредеріксборг, 1652
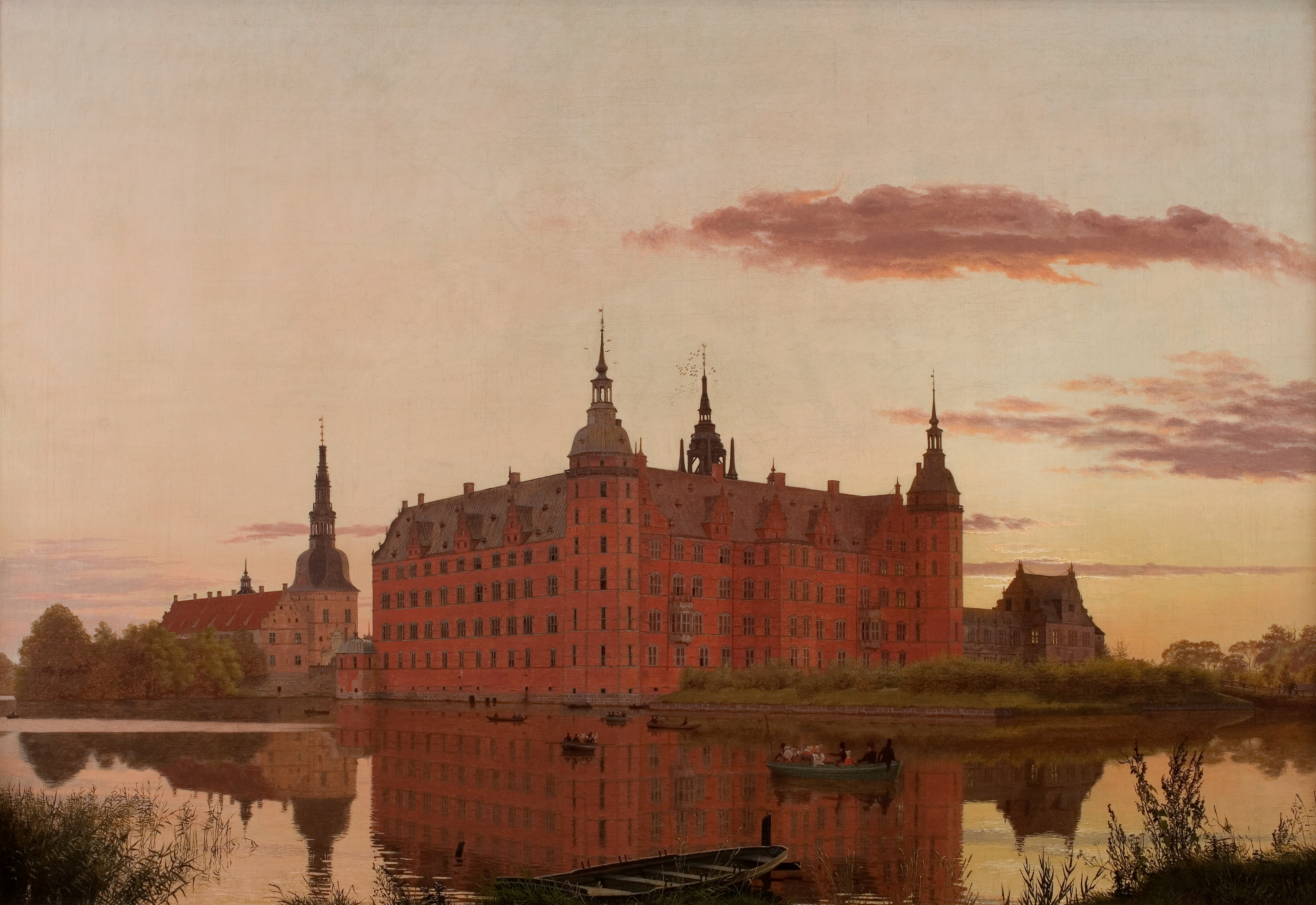
Крістен Кебке, Замок Фредеріксборг, 1835
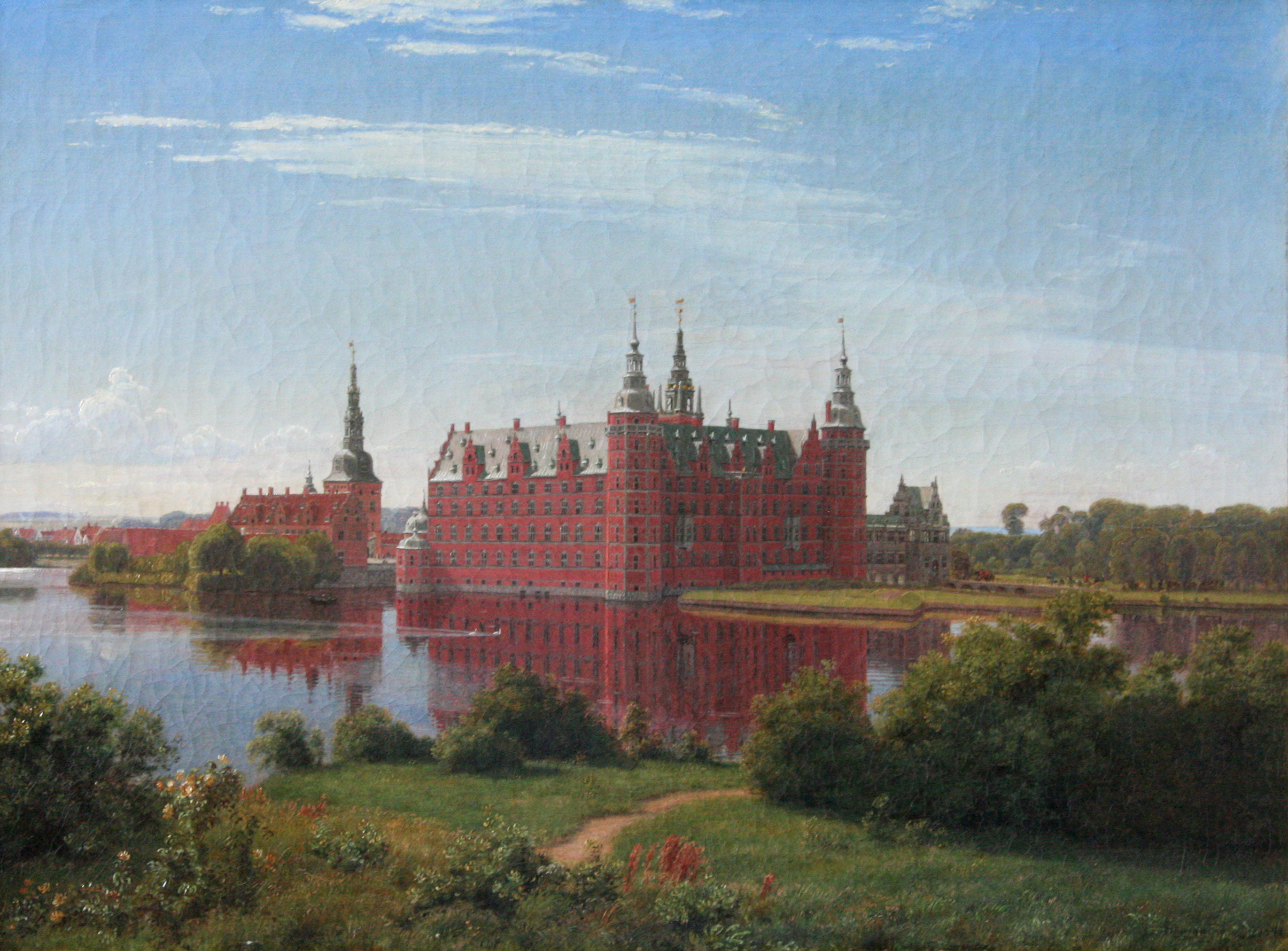
П. С. Сковгарг, Замок Фредеріксборг, 1841
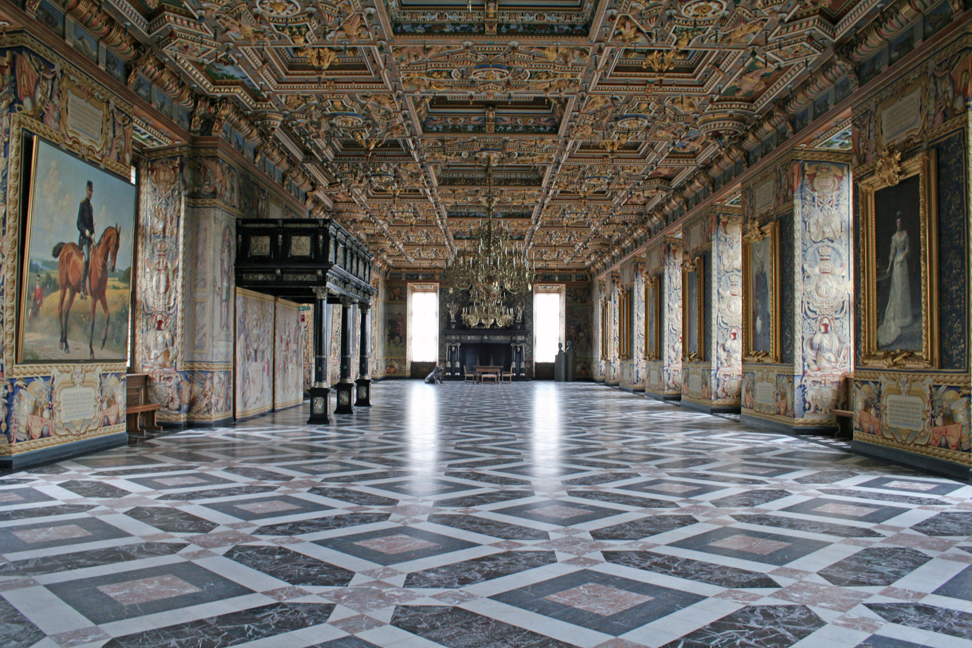
Великий хол